# Присилно расељавање
Присилно расељавање (такође присилна миграција или присилно пресељавање) је недобровољно или присилно кретање особе или људи ван њиховог дома или региона у ком живе. УНХЦР дефинише „присилно расељавање“ на следећи начин: расељени „као резултат прогона, сукоба, општег насиља или кршења људских права“.
Присилно расељено лице може се називати и „присилни мигрант“, „расељено лице“ (РЛ) или, ако је расељено унутар матичне земље, „интерно расељено лице“ (ИРЛ). Иако се нека расељена лица могу сматрати избеглицама, овај други термин се посебно односи на таква расељена лица која добијају законски дефинисану заштиту и која су као таква призната од стране њихове земље пребивалишта и/или међународних организација.
Присилно расељавање је привукло пажњу у међународним дискусијама и креирању политика од европске мигрантске кризе. То је од тада довело до већег разматрања утицаја присилних миграција на погођене регионе ван Европе. Различите међународне, регионалне и локалне организације развијају и спроводе приступе за спречавање и ублажавање утицаја присилних миграција у матичним регионима, као и у регионима пријема или одредишта. Поред тога, улажу се напори у сарадњи како би се прикупили докази како би се покренуло кривично гоњење оних који су учествовали у изазивању догађаја присилних миграција изазваних људским деловањем. Процењује се да је до краја 2022. године присилно расељено 100 милиона људи широм света, а већина њих долази са глобалног Југа.

## Дефиниције
Владе, невладине организације, друге међународне организације и друштвени научници дефинисали су присилно расељавање на различите начине. Генерално се слажу да је то присилно уклањање или пресељење особе из њеног окружења и повезаних веза. Може укључивати различите врсте кретања, као што су бекство (од бекства), евакуација и премештање становништва.
- Међународна организација за миграције дефинише присилног мигранта као сваку особу која мигрира да би „избегла прогон, сукоб, репресију, природне и људским деловањем изазване катастрофе, еколошку деградацију или друге ситуације које угрожавају њихове животе, слободу или средства за живот“.[8]
- Према УНЕСКО-у, присилно расељавање је „присилно кретање људи из њиховог места или окружења и професионалних активности“, а његов главни узрок је оружани сукоб.[9]
- Према речима истраживача Алдена Спира, чак и кретање под непосредном претњом по живот садржи елемент добровољности све док постоји опција скривања или покушаја избегавања прогона. Према његовим речима, „миграција се може сматрати недобровољном само када је особа физички транспортована из земље и нема могућност да побегне од оних који је транспортују“. Ово гледиште је доспело под испитивање када се разматрају директни и индиректни фактори који могу оставити мигранте са мало или без икаквог избора у њиховим одлукама, као што су непосредне претње по живот и егзистенцију.[10]

### Разлике између различитих концепата
- Мигрант који је побегао из свог дома због економских тешкоћа је економски мигрант и, строго говорећи, није расељена особа.
- Ако је расељено лице било приморано да напусти свој дом због економски мотивисаних пројеката, као што је брана Три клисуре у Кини, ситуација се назива расељавањем изазваним развојем.
- Расељено лице које је напустило свој матични регион због политичког прогона или насиља, али није прешло међународну границу, обично спада у лабавију категорију интерно расељених лица (ИРЛ), подложних слабијој међународној заштити. Године 1998, Комисија за људска права Уједињених нација објавила је Водеће принципе о интерном расељавању, дефинишући интерно расељена лица као: „лица или групе лица која су била приморана или обавезна да беже или напусте своје домове или места уобичајеног боравка, посебно као резултат или како би избегла последице оружаног сукоба, ситуација општег насиља, кршења људских права или природних или људским деловањем изазваних катастрофа, а која нису прешла међународно признату државну границу“.
- Ако је расељено лице прешло међународну границу и потпада под један од релевантних међународних правних инструмената, може да поднесе захтев за азил и може постати избеглица ако је захтев успешан.[11] Иако се често погрешно користи као синоним за расељено лице, термин избеглица се посебно односи на правно признат статус који има приступ одређеној правној заштити. Лабава примена термина избеглица може изазвати забуну између опште описне класе расељених лица и оних који се легално могу дефинисати као избеглице.
- Неки присилни мигранти, због правног система земље пребивалишта, можда неће моћи да поднесу захтев за азил у тој земљи. Стога, иако испуњавају дефиницију избеглице међународног права, они не могу да затраже азил и да их земља домаћина призна као избеглице.
- Расељено лице које прелази међународну границу без дозволе земље у коју улази или без накнадног подношења захтева за азил може се сматрати илегалним имигрантом.
- Присилни мигранти су увек или интерно расељена лица или расељена лица, јер за оба ова термина није потребан правни оквир и довољна је чињеница да су напустили своје домове. Разлика између термина расељено лице и присилни мигрант је мала; међутим, термин расељено лице има важан историјски контекст (нпр. Други светски рат).

#### Историја терминарасељено лице
Термин расељена особа (РЛ) први пут је широко коришћен током Другог светског рата, након каснијег одлива избеглица из Источне Европе. Иако је расељено лице почео да се користи као синоним за избеглицу, Канцеларија за војну управу Сједињених Америчких Држава направила је разлику између термина. Док су избеглице скоро увек биле грађани земље у којој су се налазиле, расељена лица су увек били грађани чланице Уједињених нација; непријатељски странци нису били расељена лица без обзира на локацију. У овом контексту, расељено лице се посебно односио на особу удаљену из своје родне земље као заробљеник или робовски радник. Већина жртава рата, политичких избеглица и расељених лица непосредно после Другог светског рата били су Украјинци, Пољаци, други Словени и грађани балтичких држава (Литванци, Летонци и Естонци) који су одбили да се врате у Источну Европу којом је доминирао Совјетски Савез. А. Џ. Џафе је тврдио да је термин првобитно сковао Јуџин М. Кулишер. Значење се значајно проширило у последњих пола века.

## Узроци и примери
Богумил Термински разликује две опште категорије расељавања:
- Расељавање под ризиком: углавном расељавање изазвано сукобима, депортације и расељавање изазвано катастрофама.
- Расељавање због адаптације: повезано са добровољном миграцијом, расељавањем изазваним развојем и расељавањем изазваним околином.[15]

### Природни узроци
Присилно расељавање може директно произаћи из природних катастрофа, а индиректно из накнадног утицаја на инфраструктуру, приступ храни и води, као и локалне/регионалне економије. Расељавање може бити привремено или трајно, у зависности од обима катастрофе и могућности опоравка подручја. Климатске промене повећавају учесталост великих природних катастрофа, што може довести већи број становништва у ситуацију присилног расељавања. Такође, пропаст усева услед пламењаче и/или штеточина спада у ову категорију јер утиче на приступ људи храни. Поред тога, термин еколошки мигрант представља људе који су приморани да напусте своје традиционално станиште због фактора животне средине који негативно утичу на њихову егзистенцију, или чак због поремећаја животне средине, тј. биолошких, физичких или хемијских промена у екосистему. Миграције се такође могу јавити као резултат спорог почетка климатских промена, као што су дезертификација или пораст нивоа мора, крчења шума или деградације земљишта.

#### Примери присилног расељавања изазваног природним катастрофама
- Пожари у Јужној Калифорнији у јануару 2025: Пожари у Лос Анђелесу раселили су око 200.000 људи.[19]
- Земљотрес и цунами у Индијском океану 2004: Настао као резултат земљотреса јачине 9,1 степена Рихтерове скале код обале Северне Суматре, цунами у Индијском океану однео је преко 227.898 живота, тешко оштетивши обале широм Индијског океана.[20] Као резултат тога, преко 1,7 милиона људи је расељено, углавном из Индонезије, Шри Ланке и Индије.[21]
- Ураган Катрина (2005): Ураган Катрина, који је погодио Њу Орлеанс, Луизијана, крајем августа 2005. године, нанео је штету од приближно 125 милијарди америчких долара, што је једна од најскупљих олуја у историји Сједињених Држава.[22] Као резултат штете коју је Катрина нанела, преко милион људи је интерно расељено. Месец дана након катастрофе, преко 600.000 људи је остало расељено. Одмах након катастрофе, Њу Орлеанс је изгубио приближно половину свог становништва, а многи становници су расељени у градове попут Хјустона, Даласа, Батон Ружа и Атланте. Према бројним студијама, расељавање је несразмерно утицало на сиромашније становништво Луизијане, посебно на Афроамериканце.[23][24]
- Суша у источној Африци 2011: Недостатак киша у Сомалији, Кенији и Етиопији довео је до великих губитака стоке и усева, што је довело до тога да већинско пасторално становништво оде у околна подручја у потрази за приступачном храном и водом.[25] Поред потраге за храном и водом, миграција локалног становништва била је мотивисана немогућношћу одржавања традиционалног начина живота.[16] Према истраживачима,  Иако је делимично под утицајем локалних оружаних сукоба, суша у источној Африци представља пример утицаја климатских промена.

### Узроци које је изазвао човек
Расељавање изазвано људским деловањем описује присилно расељавање узроковано политичким ентитетима, криминалним организацијама, сукобима, еколошким катастрофама изазваним људским деловањем, развојем итд. Иако утицаји природних катастрофа и штеточина/пошасти могу бити погоршани лошим људским управљањем, узроци изазвани људским деловањем односе се посебно на оне које су покренули људи. Према УНЕСКО-у, оружани сукоб је најчешћи узрок присилног расељавања, што потврђују и регионалне студије које наводе политичке и оружане сукобе као највеће факторе који приписују одливу миграната из Латинске Америке, Африке и Азије.

#### Примери присилног расељавања узрокованог криминалним активностима
- Расељавање у Мексику због насиља картела: Широм Мексика, насиље нарко-картела, паравојних формација и група за самоодбрану доводи до унутрашњег и спољашњег расељавања.[29] Према свеобухватној студији мешовите методологије коју су спровели Салазар и Алварез Лобато, породице су напустиле своје домове као средство за преживљавање, надајући се да ће избећи убиство, изнуду и потенцијалну отмицу. Користећи колекцију доступних података и постојећих студија, укупан број расељених лица између 2006. и 2012. године био је приближно 740 хиљада.[28]
- Расељавање у Централној Америци због насиља картела/банди: Главни фактор иза имигрантских криза у САД почетком 21. века (као што је мигрантска криза из 2014), раширено насиље банди у Северном троуглу, у комбинацији са корупцијом и ниским економским могућностима, приморало је многе да напусте своју земљу у потрази за стабилношћу и већим могућностима. Стопе убистава у земљама као што су Салвадор и Хондурас достигле су неке од највиших у свету, при чему је Салвадор достигао врхунац од 103 убиства на 100.000 људи.[30] Доприносећи фактори укључују изнуду, територијалне спорове и присилно регрутовање банди, што је резултирало, према неким проценама, приближно 500.000 људи расељених годишње.[30][31]
- Расељавање у Колумбији због сукоба и насиља повезаног са дрогом: Према истраживачима Мохики и Еугенији, Медељин у Колумбији око 2013. године био је пример криминала и присилног расељавања изазваног насиљем, представљајући једну од најпопуларнијих дестинација за интерно расељена лица, а истовремено је стварао и сопствена интерно расељена лица. Рурални становници су бежали од организованог криминалног насиља, при чему је већина указивала на директне претње као главну покретачку снагу, насељавајући се у Медељину у потрази за безбедношћу и већим могућностима. Унутар Медељина, разне наоружане групе бориле су се за територијалну контролу, присиљавајући доживљене противнике из њихових домова и вршећи притисак на становнике да напусте своја средства за живот, између осталог. Све у свему, криминално насиље је приморало Колумбијце да напусте своју имовину, начин живота и друштвене везе у потрази за безбедношћу.[32]

#### Примери присилног расељавања изазваног политичким сукобом
- Палестински егзодус 1949–1956 [33]
- Егзодус Турака из Бугарске 1950-1951: према некима, узрокован је турском подршком САД током Корејског рата. Комунистичке идеологије, исламофобија и антитуркизам су такође играли улогу.
- Егзодус Јевреја из арапских и муслиманских држава
- Вијетнамски рат: Током Вијетнамског рата и у годинама које су му претходиле, многе популације су биле принуђене да напусте Вијетнам и околне земље као резултат оружаних сукоба и/или прогона од стране њихових влада, попут Социјалистичке Републике Вијетнам. Овај догађај се назива Индокинеска избегличка криза, са милионима расељених широм Азије, Аустралије, Европе и Северне Америке.[34][35]
- Салвадорски грађански рат: Током и након 12-годишњег сукоба између салвадорске владе и ФМЛН-а, Салвадорци су се суочили са присилним расељавањем као резултат борби, прогона и погоршања квалитета живота/приступа социоекономским могућностима. Укупно, сваки четврти Салвадорац је био интерно и екстерно расељен (преко милион људи).[36][37]
- Државни удар у Мјанмару 2021: Од државног удара 1. фебруара 2021. године, долазак бурманске војске на власт резултирао је широко распрострањеним хаосом и насиљем, погоршаним одбијањем великих делова јавности да прихвате војни режим с обзиром на искуства земље током друге половине 20. и раних година 21. века. Као резултат тога, многи у јавном сектору су покренули штрајкове,[38] а земља је доживела повећан ниво присилног расељавања, како интерно расељених лица (208.000 од 1. фебруара 2021. године) тако и избеглица које беже у иностранство (процењује се да их је 22.000 од 1. фебруара 2021. године).[39] Конкретан политички сукоб који је узроковао расељавање означен је као симптом државе на ивици колапса. Два кључна показатеља овога која су истакнута су, прво, да су нивои безбедности озбиљно смањени до тачке у којој грађани више нису заштићени од насиља од стране државе; и друго, роба и услуге се не испоручују поуздано грађанима ни од стране свргнуте владе ни од стране новог војног руководства, првенствено као резултат створене нестабилности и изазваних удара.[40] Ови унутрашњи проблеми се додатно огледају у повлачењу међународног признања од стране владиних и невладиних тела.[41]
- Евакуације из Појаса Газе, од почетка израелске инвазије на Појас Газе 27. октобра 2023. године, преко 85% становништва је расељено.[42]
- Егзодус Јермена из Нагорно-Карабаха 2023: Након војне офанзиве Азербејџана, преко 99% становништва, што је чинило преко 100.000 људи, побегло је у Јерменију.

#### Примери присилног расељавања изазваног еколошким катастрофама које је изазвао човек
- Пожари у амазонској прашуми 2019: Иако су пожари изазвани људском кривицом нормалан део амазонске пољопривреде, сушна сезона 2019. године донела је међународно запажен пораст њихове стопе појаве. Брзо ширење пожара, у комбинацији са напорима пољопривредних и компанија за сечу шума, присилило је аутохтоно становништво Бразила да напусти њихова родна подручја.[43][44]
- Чернобиљска катастрофа: Нуклеарна катастрофа 26. априла 1986. године, близу Припјата у Украјини контаминирала је град и околна подручја штетним нивоима зрачења, што је довело до расељавања преко 100.000 људи.[45]
- Велика глад у Ирској: Између 1845. и 1849. године, пламењача кромпира, погоршана политичким одлукама и лошим управљањем британске владе, проузроковала је да милиони Ираца, углавном зависних од кромпира, умру од глади или на крају побегну из земље. Преко милион је страдало од накнадне глади и болести, а још милион је побегло из земље, смањујући укупно ирско становништво за најмање четвртину.[46]

#### Друга расељавања изазвана људским деловањем
- Трговина људима/кријумчарење: Мигранти расељени путем обмане или присиле у сврху њихове експлоатације спадају у ову категорију. Због своје тајне природе, подаци о овој врсти присилне миграције су ограничени. Постоји и разлика између података о трговини мушкарцима (као што је рад у пољопривреди, грађевинарству итд.) и трговини женама (као што је сексуални рад или кућне услуге), при чему је доступно више података за мушкарце. Међународна организација рада сматра трговину људима прекршајем против заштите рада, спречавајући компаније да користе мигранте као радни ресурс. Мултилатерални оквир МОР-а укључује принцип бр. 11, који препоручује да „Владе треба да формулишу и спроводе, у консултацији са социјалним партнерима, мере за спречавање злоупотребе, кријумчарења миграната и трговине људима; такође треба да раде на спречавању илегалних миграција радне снаге.“ Јевреји које је нацистички режим присилно раселио током немачке окупације Пољске у Другом светском рату, утоварени су у возове за транспорт у концентрационе логоре.
- Ропство: Историјски гледано, ропство је довело до расељавања појединаца ради присилног рада, а Средњи пролаз Атлантика од 15. до 19. века је значајан пример. Од 20 милиона Африканаца заробљених за трговину, половина је умрла током присилног марша до афричке обале, а додатних десет до двадесет процената је умрло на бродовима за превоз робова који су их превозили из Африке у Америку.[47]
- Етничко чишћење: Систематско уклањање етничких или верских група са територије са намером да се она етнички хомогенизује. Примери укључују католичко уклањање салцбуршких протестаната, уклањање Јевреја током Холокауста и депортацију северноамеричких староседелачких народа (нпр. Стаза суза).
- Сузбијање политичке опозиције: На пример, присилна насеља у Совјетском Савезу и присилно расељавање у Совјетском Савезу, укључујући депортацију кримских Татара, депортацију Чечена и Ингуша, депортацију Корејаца у Совјетском Савезу, депортацију совјетских Грка и депортације ингерманландских Финаца.
- Усклађивање етничког састава са вештачким политичким границама: На пример, избеглиштво и протеривање Немаца (1944–1950), премештање пољског становништва (1944–1946) и операција Висла
- Колонизација : На пример, транспорт осуђеника у Аустралију од стране британске владе, покушај Америчког колонизационог друштва и других да створе земљу за Афроамериканце у Африци као што је Либерија, јапански досељеници у Манџукуу након јапанске инвазије на Манџурију и кинеско војно насеље Синђангског производног и грађевинског корпуса у Синђангу.

## Услови са којима се суочавају расељена лица
Расељена лица се суочавају са неповољним условима приликом доношења одлуке о одласку, путовања до одредишта, а понекад и по доласку на одредиште. Расељена лица су често приморана да ризикују своје животе, путују у нехуманим условима и могу бити изложена експлоатацији и злостављању. Ови фактори ризика могу се повећати умешаношћу кријумчара и трговаца људима, који их могу експлоатисати за илегалне активности као што су трговина дрогом/оружјем, присилни рад или сексуални рад. Државе у којима мигранти траже заштиту могу их сматрати претњом по националну безбедност. Расељена лица такође могу тражити помоћ кријумчара људи (као што су којоти у Латинској Америци) током свог путовања. С обзиром на незакониту природу кријумчарења, кријумчари могу користити опасне методе како би стигли до свог одредишта без да буду ухваћени, излажући расељена лица штети, а понекад и смрти. Примери укључују напуштање, изложеност експлоатацији, опасне услове транспорта и смрт услед изложености тешким условима.
У већини случајева присилне миграције преко граница, мигранти не поседују потребну документацију за легално путовање. Државе у којима мигранти траже заштиту могу их сматрати претњом по националну безбедност. Као резултат тога, расељена лица могу се суочити са притвором и кривичним казнама, као и физичком и психолошком траумом. Различите студије које се фокусирају на здравље миграната посебно су повезале миграцију са повећаном вероватноћом депресије, анксиозности и других психолошких проблема. На пример, Сједињене Америчке Државе су се суочиле са критикама због својих политика у вези са притвором миграната, посебно притвором деце. Критичари указују на лоше услове притвора, нестабилан контакт са родитељима и висок потенцијал за дугорочну трауму као разлоге за тражење промена политике. Расељена лица ризикују веће сиромаштво него пре расељавања, финансијску рањивост и потенцијалну социјалну дезинтеграцију, поред других ризика везаних за људска права, културу и квалитет живота. Присилно расељавање има различите утицаје, у зависности од начина на који је неко присилно расељен, његовог географског положаја, заштићеног статуса и способности да се лично опорави. У најчешћем облику расељавања, оружаном сукобу, појединци често губе посед над својом имовином приликом бекства, а могуће је и по доласку у нову земљу, где се такође могу суочити са културним, друштвеним и економским дисконтинуитетом.

## Одговори на присилно расељавање

### Међународни одговор
Одговори на ситуације присилног расељавања разликују се на регионалном и међународном нивоу, при чему свака врста присилног расељавања показује јединствене карактеристике и потребу за пажљивим приступом. На међународном нивоу, међународне организације (нпр. UNHCR), невладине организације (Лекари без граница) и владе земаља (USAID) могу радити на директном или индиректном побољшању ових ситуација. Средства могу укључивати успостављање међународно признатих заштитних мера, обезбеђивање клиника мигрантским камповима и снабдевање ресурсима становништву. Према истраживачима као што је Франсис Денг, као и међународним организацијама као што су УН, повећање броја интерно расељених лица отежава међународне одговоре, постављајући проблеме непотпуних информација и питања у вези са државним суверенитетом. Државни суверенитет посебно постаје забрињавајући када се расправља о заштити интерно расељених лица која се налазе унутар граница суверене државе, што ствара невољност у способности међународне заједнице да реагује. Вишеструке значајне конвенције имају за циљ да обезбеде права и заштиту различитим категоријама присилно расељених лица, укључујући Конвенцију о статусу избеглицама из 1951, Протокол из 1967, Кампалску конвенцију и Водеће принципе из 1998. Упркос међународној сарадњи, ови оквири се ослањају на међународни систем, који државе могу занемарити. У студији из 2012. године, Јанг Хун Сонг је открио да су нације „веома селективно“ реаговале на случајеве присилних миграција и интерно расељених лица.
Светске организације попут Уједињених нација и Светске банке, као и појединачне земље, понекад директно реагују на изазове са којима се суочавају расељена лица, пружајући хуманитарну помоћ или присилно интервенишући у земљи сукоба. Спорови везани за неутралност ових организација и ограничене ресурсе утицали су на могућности међународне хуманитарне акције да ублажи узроке масовног расељавања. Ови широки облици помоћи понекад не задовољавају у потпуности вишедимензионалне потребе расељених лица. Без обзира на то, позиви на мултилатералне одговоре одјекују у организацијама упркос опадању међународне сарадње. Ове организације предлажу свеобухватније приступе, позивајући на побољшано решавање сукоба и изградњу капацитета како би се смањили случајеви присилног расељавања.

### Локални одговор
Одговор на више нивоа и у различитим секторима је од виталног значаја. Једно истраживање је, на пример, истакло важност сарадње између предузећа и невладиних организација у решавању питања пресељења и запошљавања.
Искуства расељених лица варираће у зависности од државних и локалних политика земље њиховог пресељења. Политике које одражавају националну искљученост расељених лица могу бити поништене инклузивним урбаним политикама. Градови уточишта су пример простора који регулишу њихову сарадњу или учешће у спровођењу имиграционих закона. Пракса градског чланства по пребивалишту омогућава расељеним лицима приступ градским услугама и бенефицијама, без обзира на њихов правни статус. Градови уточишта су успели да обезбеде мигрантима већу мобилност и учешће у активностима ограничавајући прикупљање личних података, издајући личне карте свим становницима и пружајући приступ кључним услугама као што је здравствена заштита. Приступ овим услугама може ублажити тешкоће расељених лица омогућавајући им да се здраво прилагоде животу након расељавања.

### Кривично гоњење
Присилно расељавање је било предмет неколико суђења на локалним и међународним судовима. Да би се кривично дело класификовало као ратни злочин, цивилна жртва мора бити „заштићена особа“ према међународном хуманитарном праву. Првобитно се односећи само на категорије појединаца експлицитно заштићених једном од четири Женевске конвенције из 1949, „заштићена особа“ сада се односи на било коју категорију појединаца који имају право на заштиту према специфичним уговорима о ратном праву.
У члану 49, Четврта Женевска конвенција, усвојена 12. августа 1949. године, посебно је забранила присилно расељавање
| „ | Појединачна или масовна присилна премештања, као и депортације заштићених лица са окупиране територије на територију окупационе силе или на територију било које друге земље, окупиране или не, забрањена су, без обзира на њихов мотив. | ” |

Римски статут Међународног кривичног суда дефинише присилно расељавање као злочин у надлежности суда:
| „ | „Депортација или присилно премештање становништва“ значи присилно расељавање дотичног лица протеривањем или другим присилним актима са подручја у којем се законито налазе, без основа дозвољених међународним правом. | ” |

- Након завршетка Другог светског рата, одржано је Круп суђење са посебном оптужбом за присилно расељавање непријатељског цивилног становништва у сврху присилног рада. Војни трибунал САД је закључио да „не постоји међународно право које дозвољава депортацију или коришћење цивила против њихове воље, осим на основу разумних захтева за потребе војске, било унутар подручја војске или након депортације у позадинске области или у домовину окупационе силе“.[73]
- На Нирнбершким суђењима, Ханс Франк, главни судија у окупираној Пољској, проглашен је кривим, између осталог, за присилно расељавање цивилног становништва.
- Међународни кривични суд за бившу Југославију (МКСЈ) је судио и осудио неколико људи због везе са присилним расељавањем током ратова у Југославији 1990-их. Дана 11. априла 2018. године, Жалбено веће је осудило Војислава Шешеља на 10 година затвора по тачкама 1, 10 и 11 оптужнице за подстицање депортације, прогона (присилно расељавање) и других нехуманих дела (присилно премештање) као злочине против човечности због његовог говора у Хртковцима 6. маја 1992. године, у којем је позвао на протеривање Хрвата из Војводине.[76][77][78] Међу осталим осудама за присилно расељавање били су бивши политичар босанских Срба Момчило Крајишник,[79] бивши лидер хрватских Срба Милан Мартић,[80] бивши командант паравојних формација босанских Хрвата Младен Налетилић,[81] и политичар босанских Срба Радослав Брђанин.[82]
- Међународни кривични суд (МКС) издао је 17. марта 2023. године налоге за хапшење Владимира Путина и руске комесарке за права детета Марије Љвове-Белове због ратних злочина депортације и илегалног премештања деце из окупиране Украјине у Русију.[83]

## Додатно читање
- Бетс, Александар: Присилне миграције и глобална политика. Вајли-Блеквел.
- Луцијук, Лубомир Ј.: „Украјинска расељена лица, Канада и миграција сећања“, Универзитет у Торонту, 2000. Миграција људи из Мирпура (Ајкуи Кашмир) ради изградње бране Мангла.